# Maksymówka (rejon tarnopolski)
Maksymówka (ukr. Максимівка, Maksymiwka) – wieś w rejonie tarnopolskim obwodu tarnopolskiego. Wieś liczy 859 mieszkańców.
Znajduje tu się stacja kolejowa Maksymówka Tarnopolska, położona na linii Odessa – Lwów.

## Historia
Założona w 1892. W II Rzeczypospolitej miejscowość była siedzibą gminy wiejskiej Maksymówka w powiecie zbaraskim województwa tarnopolskiego. 
W Maksymówce urodził się i stąd pochodził Franciszek Sobolak, poseł w II RP z ramienia Związku Ludowo-Narodowego. 
W latach 1943–1944 nacjonaliści ukraińscy z OUN-UPA zamordowali tutaj 33 Polaków.
Do 2020 w rejonie zbaraskim.